# 関バスセンター

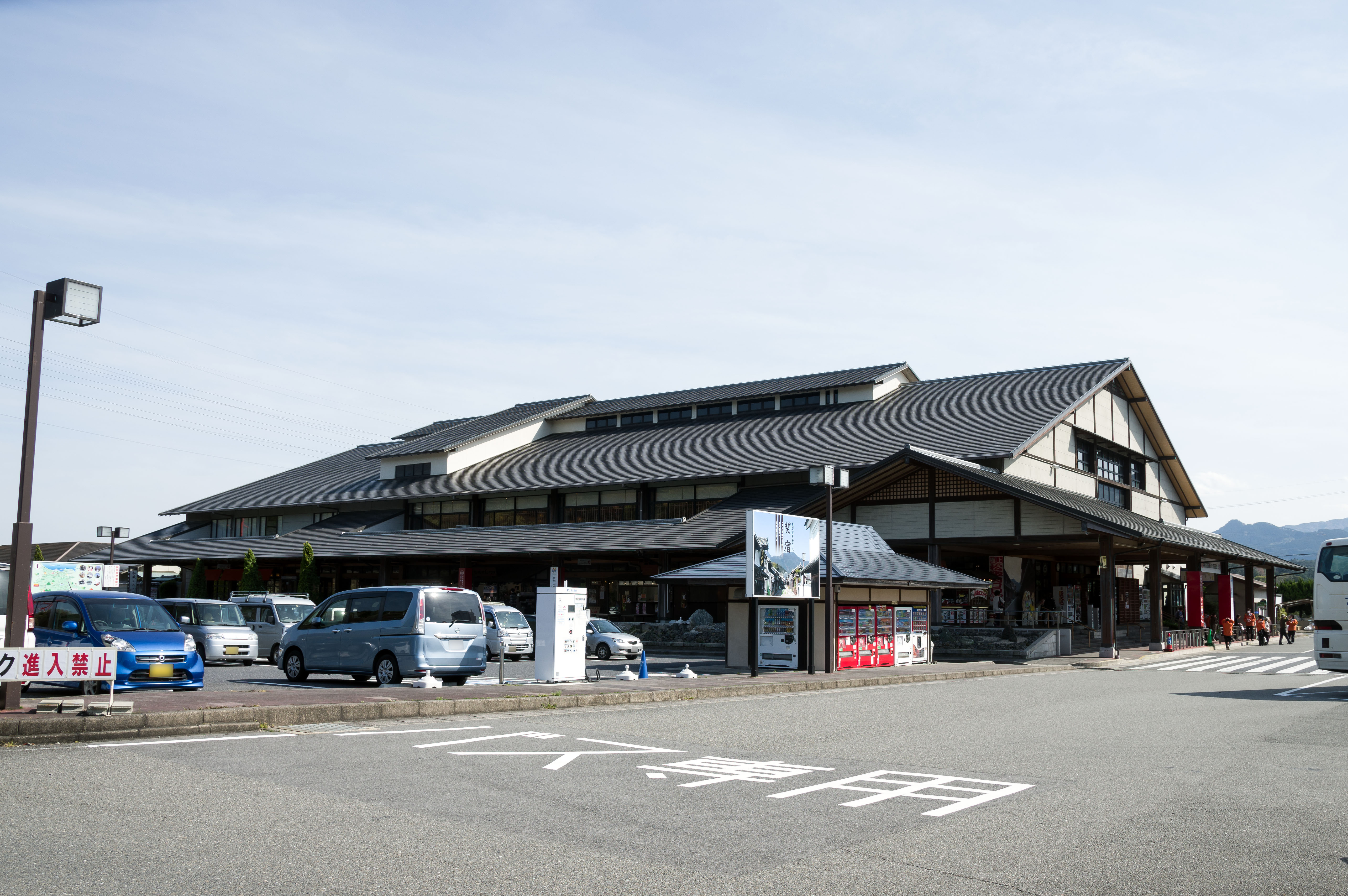
関バスセンターがある名阪関ドライブイン

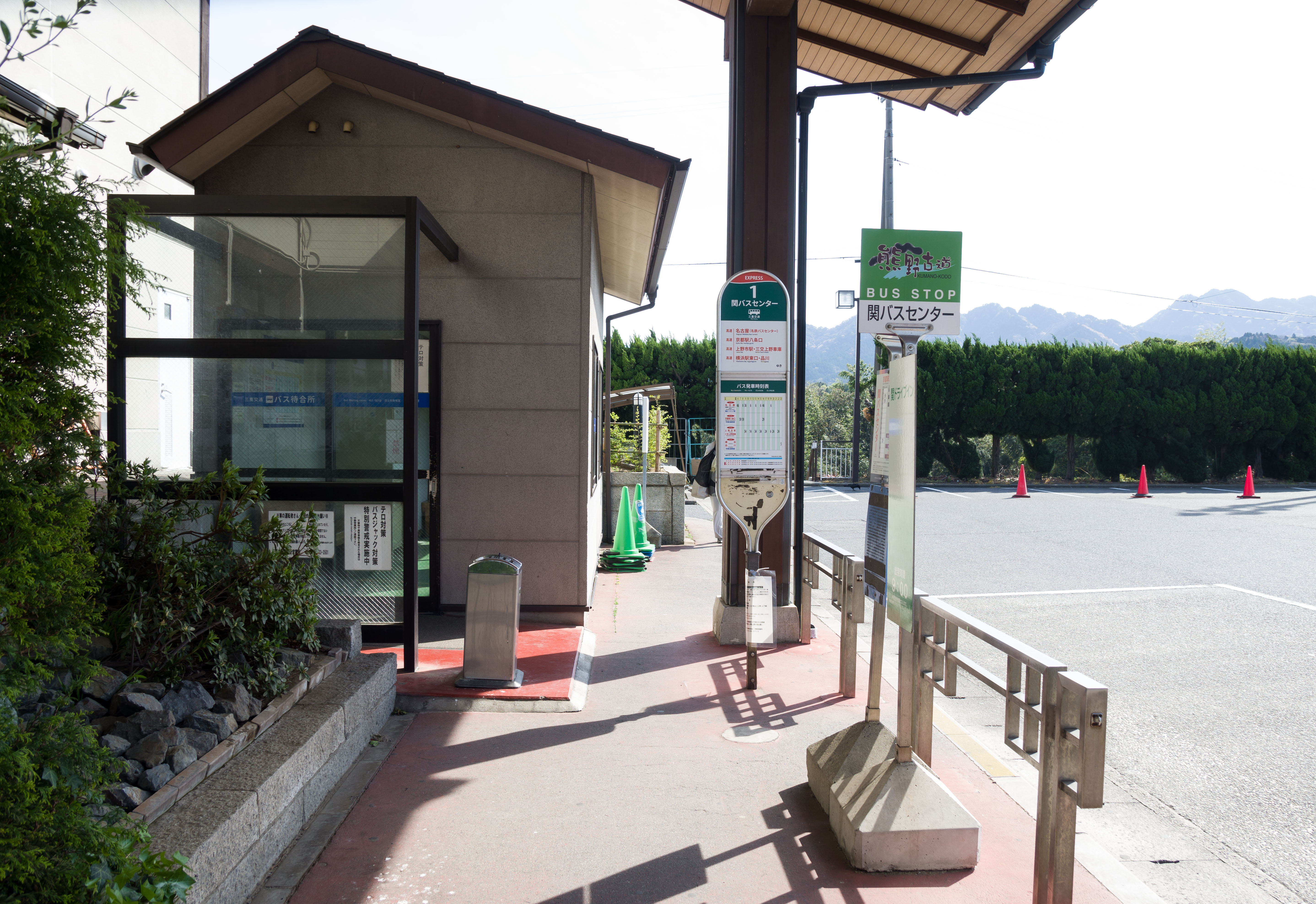
関バスセンター

関バスセンター（せきバスセンター）とは、三重県亀山市関町萩原にある三重交通バスのバスターミナル。

## 概要
三重交通の関連会社である三交興業が運営する「名阪関ドライブイン」内に併設されている。名阪国道・関インターチェンジからはすぐの場所になる。
関バスセンターは1991年（平成3年）10月28日に竣工し、同年11月1日から営業を開始した。三交興業の「名阪関ドライブイン」は1991年10月に旧「関ドライブイン」（亀山市関町新所）の亀山市関町萩原への移転により開設された。

## 発着路線
全便、三重交通バスが運行している。

### 昼行高速バス
- 名古屋上野高速バス（1日8往復）
  - 三交上野車庫・上野市駅・銀座4丁目・桑町 ⇔ 御代インター森精機前 ⇔ 関バスセンター ⇔ 名鉄バスセンター
- 京都 - 津線（1日平日1往復、土休日2往復）※当停留所からは土山・京都方向のみ乗車可能
  - 津駅前・三重会館・関バスセンター ⇔ 土山BS ⇔ 五条京阪・京都駅八条口

### 夜行高速バス
- いが号（高速伊賀大宮線、1日1往復）※当停留所からは横浜・池袋・大宮方向のみ乗車可能
  - 名張市役所・近鉄名張駅前・伊賀営業所・三交上野車庫・上野市駅・御代インター森精機前BS・関バスセンター・近鉄四日市 ⇔ 横浜駅（YCAT）・池袋駅東口・大宮駅西口・大宮営業所

### 過去の路線バス
過去には名古屋 - 南紀線や京都 - 伊勢線の高速バスが停車したほか、津・天理特急バスや亀山駅方面から三重交通バスの一般路線の乗り入れもあった。2018年（平成30年）現在は、地域の公共交通との連絡はなく、一番近い関西本線（JR西日本）関駅へは県道10号及び国道1号経由で約2km離れている。なお、高速バス利用者用の駐車場が設置されている。

## 名阪関ドライブイン
名阪関ドライブインは「関ドライブイン」として亀山市関町新所に1963年（昭和38年）に設立された。その後、社名は1971年（昭和46年）に三交興業となった。
1991年10月の亀山市関町萩原へのドライブインの移転により名阪関ドライブインとなった（関ドライブインは廃止）。